# Algemeen militair arts
De algemeen militair arts (ama) in Nederland is een militair arts die de tweejarige opleiding tot algemeen militair arts aan het Defensie Gezondheidszorg Opleidings- en TrainingsCentrum (DGOTC) heeft afgerond.
Het werk van de militair arts verschilt met dat van civiele artsen. Zo werkt de militair arts in de militaire gezondheidszorg met een geïntegreerd zorgmodel waarbinnen zowel curatieve (huisartsenzorg) als bedrijfsgeneeskundige zorg geleverd wordt. Ook kan de militair arts onder moeilijke geïsoleerde omstandigheden te werk worden gesteld waarbij hij/zij niet kan terugvallen op goed uitgeruste ziekenhuizen zoals die in Nederland beschikbaar zijn.
De opleiding heeft tot doel artsen voor te bereiden op het werk als onderdeelsarts in Nederland op diverse kazernes, voor oefeningen in binnen of buitenland maar met name ook voor uitzendingen in het kader van missies zoals Afghanistan (ISAF), Tsjaad (EUFOR), Somalië (Wereldvoedselprogramma door Zr.Ms. Evertsen) of Irak (SFIR).
Ama is geen erkend medisch specialisme met aparte BIG-registratie. Wel zijn vele modules civiel erkend door diverse specialismen. Hierdoor kan de ama wel korting krijgen voor de specialistenopleiding tot bedrijfsarts of huisarts.

## Opzet van de ama-opleiding
Artsen die staan ingeschreven in het BIG-register en willen werken bij een van de operationele commando's van Defensie (marine, landmacht of luchtmacht) kunnen aangenomen worden voor de ama-opleiding. Na afronding van de verkorte officiersopleiding aan het Koninklijk Instituut voor de Marine in Den Helder of Koninklijke Militaire Academie in Breda begint de ama in opleiding als tijdelik kapitein-arts of luitenant ter zee arts aan de opleiding bij het DGTOC. 
De opleiding bestaat uit diverse theoretische en praktische modules, soms op het IDGO en soms extern. Enkele modules zijn:
- Battlefield Advanced Trauma Life support (BATLS)
- Advanced Trauma Life Support (ATLS)
- Hygiëne en preventieve geneeskunde voor de ama (HPGAMA)
- Basiscursus in- en uitheemse pathologie voor de ama (BIUPAMA) aan het AMC
- Sportgeneeskunde voor de ama aan het TGTF
- module huisartsgeneeskunde van zes maanden aan de Vrije Universiteit Amsterdam
- module spoedeisende hulp van zes maanden op de afdeling SEH van een ziekenhuis
- module bedrijfsgeneeskunde via de NSPOH
- stage geïntegreerde zorg bij een van de gezondheidscentra van Defensie
- cursus geneeskundig luchttransport
- module hygiëne en preventieve gezondheidszorg
- module operationele geneeskunde bij het eigen krijgsmachtonderdeel

Na het behalen van het diploma wordt de algemeen militair arts tewerkgesteld binnen zijn eigen krijgsmachtonderdeel. Dit kan in Nederland op een kazerne zijn of bij een operationele eenheid in het buitenland, bijvoorbeeld scheepsarts aan boord van een marineschip of een uitzending zoals Afghanistan of Irak.
Binnen het eigen defensieonderdeel kan de ama nog specifieke vervolgopleidingen volgen zoals de opleiding search and rescue arts (SAR) of duikerarts bij de marine of vliegerarts bij de luchtmacht.